# Лобановский сельский округ (Московская область)
Лобановский сельский округ — упразднённая административно-территориальная единица, существовавшая на территории Домодедовского района Московской области в 1994—2006 годах.
Лобановский сельсовет возник в первые годы советской власти возник. По состоянию на 1919 год он входил в Лобановскую волость Бронницкого уезда Московской губернии.
В 1923 году Лобановский с/с был присоединён к Саламыковскому с/с.
В 1926 году Саламыковский с/с был реорганизован в Лобановский с/с.
В 1926 году Лобановский с/с включал село Лобаново, деревни Соломыково и Степанчиково, а также коммуну Ферма-огород.
В 1929 году Лобановский с/с был отнесён к Михневскому району Серпуховского округа Московской области. При этом к нему был присоединён Юдинский с/с.
17 июля 1939 года из Ляховского с/с в Лобановский было передано селение Уварово.
10 апреля 1953 года к Лобановскому с/с были присоединены селения Бехтеево и Шахово Образцовского с/с, а также Данилово Шебанцевского с/с.
14 июня 1954 года Лобановский с/с был упразднён, а его территория объединена с Образцовским с/с в новый Шаховский с/с.
20 августа 1960 года Лобановский с/с был восстановлен в составе Подольского района путём объединения Ляховского и части Шаховского с/с.
28 ноября 1960 года из Лобановского с/с в Татариновский с/с Ступинского района были переданы опытная база института картофелеводства и посёлок отделения совхоза «Барыбино».
1 февраля 1963 года Подольский район был упразднён и Лобановский с/с вошёл в Ленинский сельский район. 11 января 1965 года Лобановский с/с был передан в восстановленный Подольский район.
13 мая 1969 года Лобановский с/с был передан в новый Домодедовский район, но с подчинением Домодедовскому городскому совету депутатов трудящихся и его исполнительному комитету.
Решением Московской областной Думы от 3 февраля 1994 года и решением Домодедовской районной Думы от 21 сентября 1994 года Лобановский с/с был преобразован в Лобановский сельский округ.
16 июня 1999 года в Лобановском с/с посёлок подсобного хозяйства Лобаново был присоединён к селу Лобаново. Одновременно посёлок дома отдыха «Барыбино» был преобразован в деревню Благое.
В ходе муниципальной реформы 2005 года Лобановский сельский округ прекратил своё существование как муниципальная единица. При этом все его населённые пункты были переданы в городской округ Домодедово.
29 декабря 2006 года Лобановский сельский округ исключён из учётных данных административно-территориальных и территориальных единиц Московской области.
| №  | Населённый пункт | Тип населённого пункта | Население (2002) | прим. |
| -- | ---------------- | ---------------------- | ---------------- | ----- |
| 1  | Бехтеево         | деревня                | ↗41              |       |
| 2  | Благое           | деревня                | ↗67              |       |
| 3  | Введенское       | село                   | ↗186             |       |
| 4  | Вертково         | деревня                | ↘14              |       |
| 5  | Гальчино         | деревня                | ↗3607            |       |
| 6  | Данилово         | деревня                | ↗18              |       |
| 7  | Дебречено        | деревня                | ↘2               |       |
| 8  | Ильинское        | село                   | ↘4909            |       |
| 9  | Караваево        | деревня                | →9               |       |
| 10 | Карачарово       | деревня                | ↘4               |       |
| 11 | Кишкино          | село                   | ↘143             |       |
| 12 | Кузовлево        | село                   | ↘27              |       |
| 13 | Лобаново         | село                   | ↗371             |       |
| 14 | Ляхово           | деревня                | ↗41              |       |
| 15 | Соломыково       | деревня                | ↗9               |       |
| 16 | Софьино          | деревня                | ↘0               |       |
| 17 | Старое           | деревня                | ↗6               |       |
| 18 | Сырьево          | деревня                | →19              |       |
| 19 | Татариново       | деревня                | ↘32              |       |
| 20 | Тишково          | село                   | ↘23              |       |
| 21 | Торчиха          | деревня                | ↗1               |       |
| 22 | Уварово          | деревня                | ↗11              |       |
| 23 | Успенское        | село                   | ↗104             |       |
| 24 | Шахово           | деревня                | ↘12              |       |
| 25 | Юдино            | деревня                | ↘20              |       |